# Selezione della città organizzatrice dei Giochi della XXIX Olimpiade
Per l'organizzazione delle XXIX olimpiadi il CIO riconobbe come applicant cities 10 città, per poi portare a 5 la short list delle candidature ufficiali: Pechino, Toronto, Parigi, Istanbul e Osaka. Durante il 112º congresso del CIO, svoltosi a Mosca il 12 luglio 2001 venne eletta la città cinese di Pechino.
Inizialmente le città che manifestarono il proprio interesse nell'organizzare la manifestazione sportiva furono molte, e tra queste ricordiamo:
- Buenos Aires
- Bangkok
- Pechino
- Monterrey
- Il Cairo
- Toronto
- Rio de Janeiro
- L'Avana
- Parigi
- Città del Capo
- Kuala Lumpur
- Istanbul
- Lisbona
- Siviglia
- Osaka
- Krasnaja Poljana (Soči)

## Applicant Cities

Logo per la candidatura di Bangkok.

Bangkok
Per la prima volta una città tailandese si presentava candidata per l'organizzazione delle Olimpiadi. Bangkok aveva comunque un buon background riguardo all'organizzazione di grandi eventi sportivi, a seguito dell'organizzazione di ben quattro edizioni dei Giochi Asiatici (1966, 1970, 1978, 1998). La candidatura non venne particolarmente apprezzata, ricevendo votazioni più che sufficienti solo nell'ambito del concetto del Villaggio Olimpico, dell'impatto ambientale, della sicurezza e dell'esperienza nell'organizzazione di grandi eventi. Da sottolineare però la votazione piena per quanto riguarda la ricettività.
 Il Cairo
Anche per l'Egitto fu la prima candidatura per un'olimpiade (non considerando quelle pre-belliche di Alessandria d'Egitto). La proposta non ebbe gran successo e, di fatto, risultò la meno apprezzata dopo quella cubana. Particolare peso ebbe la carenza cronica di generiche infrastrutture nel Paese.
 L'Avana
Cuba ripresentò la propria candidatura dopo che nel 1920 non riuscì a vincere la corsa per l'assegnazione dei Giochi. Questa candidatura risultò la peggiore in termini di votazione finale e su di essa pesarono in particolare le carenze infrastrutturali, la ricettività alberghiera e il piano dei trasporti. Alla fine la città cubana riuscì a guadagnare solo un punteggio fra 2.1 e 3.2
 Kuala Lumpur
Anche per la Malaysia era la prima occasione per poter ospitare i Giochi Olimpici. La città non raggiunse i livelli qualitativi richiesti, in particolare per quanto riguarda il supporto governativo e pubblico (non venne riportato nemmeno un sondaggio d'opinione). Altri punti in cui non riuscì a raggiungere la sufficienza furono quelli riguardanti le infrastrutture sportive, l'impatto ambientale e la ricettività alberghiera.

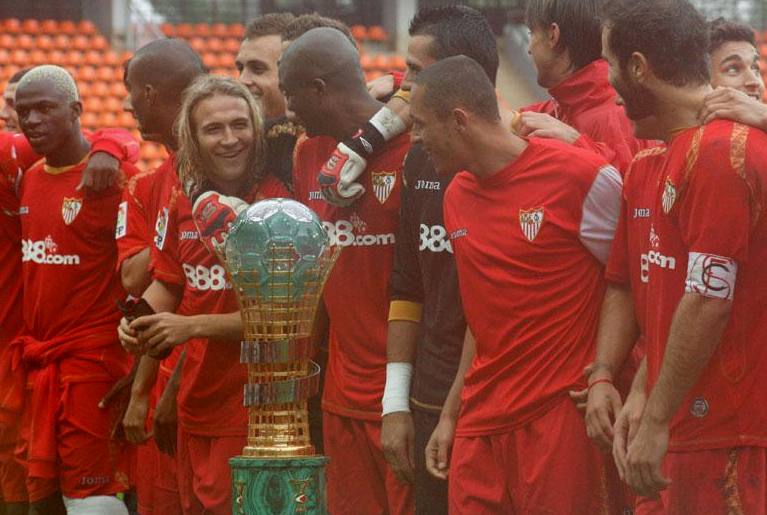
Logo per la candidatura di Siviglia.

 Siviglia
La Spagna tentò nuovamente l'avventura olimpica dopo il successo delle Olimpiadi di Barcellona e dopo che la stessa Siviglia non riuscì ad entrare nella lista finale delle città candidate per il 2004. Il punto che forse ha pesato di più nella non ammissione della città spagnola alla lista finale è stato quello dei trasporti.
 Pechino
La città di Pechino aveva già tentato l'organizzazione dei Giochi del 2000, battuta poi da Sydney all'ultimo turno di votazioni per solo 2 preferenze. Per questo fatto, e anche per il peso politico ed economico che la Cina stava guadagnando a livello mondiale, Pechino partiva come favorita. Di fatto il report tecnico per la selezione delle città candidate considerò la candidatura cinese eccellente, con solo una lieve mancanza a livello di infrastrutture generiche.
 Toronto
Dopo l'organizzazione dei Giochi del 1976 a Montréal, e mentre si batteva per l'edizione invernale 2010 (poi risultata vincente), il Canada presentò la candidatura della propria maggiore città. Da un punto di vista tecnico questa fu ineccepibile, non risultando nemmeno una insufficienza nel report tecnico.
 Parigi
Dopo la sconfitta contro Barcellona nel 1992, e dopo la non riuscita candidatura di Lilla per il 2004, la Francia ripresentò una proposta olimpica nella ville lumière. Come per il caso canadese, non ci fu nemmeno una voce nel report tecnico ad essere classificata non sufficiente.
 Istanbul
La Turchia iniziò un'altra avventura olimpica con una esperienza non indifferente per quanto riguarda i processi di candidatura, avendone preso parte sia per l'edizione dei Giochi del 2000 che per quella del 2004. Per un soffio non riuscì ad entrare nella shortlist finale, pesando negativamente le votazioni riguardo alle infrastrutture generiche a supporto dei Giochi e sulla poca esperienza nell'organizzazione di grandi eventi.
 Osaka
Dopo i Giochi di Tokyo del 1964 e la candidatura di Nagoya del 1988, il Giappone ci riprovò con la città di Osaka. Questa candidatura riuscì a sorpassare la prima selezione in particolare grazie all'eccellente esperienza nell'organizzazione di eventi e al piano per la sicurezza, e comunque non risultando in nessun criterio al di sotto della soglia della sufficienza.

## Città Candidate
Dopo una prima selezione, il CIO ha reso nota la short-list delle candidate che possono fregiarsi del titolo di Città candidata e apporre sul logo della candidatura i cinque cerchi.
| Pechino | Toronto | Parigi | Istanbul | Osaka |
| ------- | ------- | ------ | -------- | ----- |
|         |         |        |          |       |

## Votazione finale
|          | 1ª votazione | 2ª votazione |
| -------- | ------------ | ------------ |
| Pechino  | 44           | 56           |
| Toronto  | 20           | 22           |
| Parigi   | 15           | 18           |
| Istanbul | 17           | 9            |
| Osaka    | 6            |              |

Durante il 112º congresso del CIO svoltosi a Mosca, venne votata la città che avrebbe avuto l'onore di organizzare la XXIX Olimpiade.
Come è possibile rilevare dalla tabella, al primo turno la città giapponese di Osaka ricevette solo 6 voti e quindi venne scartata immediatamente.
Il secondo turno invece vide la città di Pechino eletta per maggioranza assoluta di voti ricevuti.

### Documentazione
- Report di valutazione riguardo alle applicant cities (PDF), su multimedia.olympic.org. URL consultato il 29 luglio 2007 (archiviato dall'url originale il 17 ottobre 2007).
- Report di valutazione riguardo alle città candidate (PDF), su multimedia.olympic.org. URL consultato il 29 luglio 2007 (archiviato dall'url originale il 29 dicembre 2003).
- Documenti vari, su olympic.org (archiviato dall'url originale il 25 marzo 2009).